# 史密斯堡 (新澤西州)
史密斯堡（英語：Smithburg）是位於美國新澤西州蒙茅斯縣的非建制地區。

## 歷史
史密斯堡的郵局於1874年設立，其後於1912年停運。

## 地理
史密斯堡所處的海拔為高於海平面52米（即171英呎），而該地所採用的時區為UTC-5，即北美东部时区（EST）。同時該地設有夏令時間，為UTC-5調快一小時，即UTC-4（EDT）。